# Bernhard Caesar Einstein
Bernhard Caesar Einstein (10 tháng 7 năm 1930 – 30 tháng 9 năm 2008) là một nhà vật lý học và kỹ sư người Đức gốc Do Thái và từng mang quốc tịch Thụy Sĩ và Hoa Kỳ. Ông là con của Hans Albert Einstein và là một trong những người cháu của Albert Einstein.

## Thời thơ ấu và gia đình
Bernhard Caesar Einstein là con trai của Hans Albert Einstein và Frieda Einstein (nhũ danh Knecht). Ông sinh ngày 10 tháng 7 năm 1930 tại Dortmund, Đức, nơi cha ông đang tham gia một dự án xây dựng cầu. Cha ông, Hans Albert là người con duy nhất trong ba người con của Albert Einstein kết hôn và có con. Bác ông, Eduard Einstein mắc chứng tâm thần phân liệt và đã mất vào năm 1965 mà không kết hôn.
Ông sống ở Thụy Sĩ từ khi sinh ra cho đến khi tám tuổi và chuyển đến California, Hoa Kỳ. Ông nội ông, Albert Einstein lo ngại chính sách bài Do Thái của chính quyền Quốc xã ở Đức nên chuyển đến Hoa Kỳ sinh sống và khuyên cha ông, Hans Albert cũng làm vậy. Nghe lời ông nội ông, cha ông đến Greenville, Nam California.
Lần đầu tiên ông gặp ông nội ông là lúc ông 2 tuổi. Ông kể lại với con trai ông, Thomas rằng ông rất thích chèo thuyền cùng Albert Einstein. Ông nội ông, Albert Einstein qua đời vào tháng 4 năm 1955 để lại cho ông một chiếc đàn viôlông và một khoản tiền nhỏ.
Ông kết hôn với Doris Schweizer vào năm 1954, có năm người con gồm Thomas Einstein, Myra Einstein, Teddy Einstein, Charles Einstein và Paul Einstein.

## Giáo dục và sự nghiệp
Ông gia nhập quân đội Hoa Kỳ vào năm 1954. Sau khi rời khỏi quân ngũ, ông được nhận vào Viện Công nghệ Liên bang Thụy Sĩ (ETH). Cha ông đã từng học ở đó và ông nội ông cũng đã học và làm việc ở đó.
Sau khi tốt nghiệp tại ETH, ông về Hoa Kỳ làm việc cho Texas Instruments tại Dallas, Texas.
Bernhard sau đó chuyển sang làm cho Litton Industries ở San Francisco. Năm 1974 ông chuyển về Thụy Sĩ làm việc cho quân đội Thụy Sĩ về công nghệ laser. Ông đã có năm bằng sáng chế tại Hoa Kỳ.